# Унаха
Унаха (эвенк.: проталина) — река в Амурской области России.
Длина — 287 км, площадь водосборного бассейна — 5340 км². Является правым притоком Брянты, но впадает непосредственно в Зейское водохранилище, так как устье залито его водами. Исток — на южном склоне Станового хребта. Русло извилистое. В среднем течении с 1910 г. — метеостанция, с 1943 г. — гидрологический пост.

## Данные водного реестра
По данным государственного водного реестра России относится к Амурскому бассейновому округу, речной бассейн реки Амур, речной подбассейн реки — Зея,
водохозяйственный участок реки — Зея от истока до Зейского гидроузла.
Код объекта в государственном водном реестре — 20030400112118100026804.

### Наиболее значимые притоки (км от устья)
- 32 км: река Иликан (пр)
- 218 км: река Унахакан (пр)